# マジックランプシアター
- ディズニーパーク > 東京ディズニーリゾート > 東京ディズニーシー
  - アラビアンコースト > マジックランプシアター
  - 東京ディズニーシーのアトラクション > マジックランプシアター

マジックランプシアター(The Magic Lamp Theater)は、東京ディズニーシーのアラビアンコーストにあるアトラクション。

## 概要
| マジックランプシアター The Magic Lamp Theater | マジックランプシアター The Magic Lamp Theater | マジックランプシアター The Magic Lamp Theater     | マジックランプシアター The Magic Lamp Theater     |
| --------------------------------------------- | --------------------------------------------- | ------------------------------------------------- | ------------------------------------------------- |
| オープン日                                    | オープン日                                    | 2001年9月4日 (東京ディズニーシーと同時にオープン) | 2001年9月4日 (東京ディズニーシーと同時にオープン) |
| スポンサー                                    | スポンサー                                    | 富士フイルム                                      | 富士フイルム                                      |
| 所要時間                                      | 所要時間                                      | 約23分（本編約9分30秒）                           | 約23分（本編約9分30秒）                           |
| 定員                                          | 定員                                          | 322名                                             | 322名                                             |
| 利用制限                                      |                                               | なし                                              | なし                                              |
| ファストパス                                  | ファストパス                                  |                                                   | 2022年現在はサービス停止中                        |
| シングルライダー                              | シングルライダー                              |                                                   | 対象外                                            |

映画『アラジン』とは異なる独自のストーリーが展開される。
2023年7月26日から「40周年記念プライオリティパス」を導入している。

### ストーリー
自らを世界一のマジシャンと称するシャバーン。しかし、その腕は誰がどう見ても素人芸という有様だった。その見習いアシームは、不思議な超能力を持つランプの魔人ジーニーと友達になるが、ジーニーの力を借りて世界で最も偉大なマジシャンになろうとシャバーンがランプを取り上げてしまう。そして、ジーニーと手を組んでシャバーンは世界一のマジシャンとなりめでたしめでたしと思いきや、ジーニーばかりが人気者となってしまう。妬んだシャバーンはある夜、ジーニーが眠っている間にランプごと箱の中に閉じ込めて鍵をかけてしまう。ゲストが訪れるのは、その翌日に開催されるシャバーン初めてのワンマンショー。そこでシャバーンのハチャメチャなマジックを体験する。ランプの入った箱の鍵をアシームは見つけ、親友のジーニーと再会できるのか? また、シャバーンは1人でマジックを成功させることが出来るのか?

### その他
- アトラクションに出演しているシャバーンとアシームは、2012年から2014年の各年4月から6月に行われたイベント「ミッキーとダッフィーのスプリングヴォヤッジ」のミニショー「スプリングタイム・サプライズ」に登場していた。また、2015年から2018年に東京ディズニーシーで行われた「ディズニー・ハロウィーン」では中庭およびカスバ・フードコートにおいてアトモスフィアショーを行った。

- シアタータイプのアトラクションだが、演者のアシームとシャバーンだけは実際の演者が演じており、ジーニーは映像で登場する。クライマックスでは、アシームがステージ袖に消えてスクリーンの映像に登場する。

序盤はシャバーンとアシームの2人で進行するため、季節や時間帯に合わせてアドリブでゲストに問いかけるなど、回や演者によって内容が変化する。
- シャバーンとアシームは、自由に発言する場面も多く「夢の国」といったパークの隠語や「ここは休憩所ではない」といったシアタータイプのアトラクションという事ならではの発言など、世界観の設定から逸脱した発言をすることもある。